# Nati il 14 giugno
| Questa pagina contiene informazioni ricavate automaticamente dalle voci biografiche con l'ausilio del template Bio e di un bot. L'aggiornamento è periodico e automatico e ricostruisce completamente la pagina. Se manca una persona in questa lista, sei pregato di non aggiungerla, ma accertati piuttosto che la sua voce biografica contenga il template Bio e che i dati anagrafici siano correttamente compilati. Se il template Bio manca, inseriscilo tu stesso o, in alternativa, metti l'avviso {{tmp\|Bio}} che ne segnala la mancanza. Se i dati riportati sono sbagliati, correggi direttamente la voce biografica; le modifiche saranno visibili in questa lista entro pochi giorni. Per chiarimenti vedi il progetto biografie. La lista contiene solo le 1.069 persone che sono citate nell'enciclopedia e per le quali è stato implementato correttamente il template Bio. Pagina aggiornata al 17 ago 2025. |

## XV secolo(3)
- 1401 - Francesco d'Altobianco Alberti, banchiere e poeta italiano († 1479)
- 1416 - Piero il Gottoso, politico italiano († 1469)
- 1444 - Nīlakaṇṭha Somayāji, matematico e astronomo indiano († 1544)

## XVI secolo(5)
- 1519 - Isabella Maria d'Este, nobildonna italiana († 1519)
- 1526 - Taqī al-Dīn Muḥammad ibn Maʿrūf, matematico, astronomo e inventore ottomano († 1585)
- 1529 - Ferdinando II d'Austria, duca († 1595)
- 1533 - Enrico III di Brunswick-Lüneburg, duca tedesco († 1598)
- 1570 - Hocazade Esad Efendi, politico ottomano († 1625)

## XVII secolo(6)
- 1607 - Fabrizio Savelli, cardinale italiano († 1659)
- 1636 - Federigo Meninni, medico e poeta italiano († 1712)
- 1645 - Haquin Spegel, arcivescovo luterano svedese († 1714)
- 1650 - Alessandro Guidi, poeta e drammaturgo italiano († 1712)
- 1659 - Carl Raab, marinaio e militare svedese († 1724)
- 1685 - Carlotta Guglielmina di Sassonia-Coburgo-Saalfeld, principessa († 1767)

## XVIII secolo(30)
- 1710 - Francesco Tassi, storico dell'arte italiano († 1782)
- 1712 - Sayat-Nova, poeta armeno († 1795)
- 1716 - Peter Harrison, architetto britannico († 1775)
- 1724 - Jan Křtitel Boháč, naturalista e medico tedesco († 1768)
- 1724 - Johann Friedrich Knöbel, architetto tedesco († 1792)
- 1726 - Thomas Pennant, naturalista e antiquario gallese († 1798)
- 1727 - Justine Favart, ballerina, cantante lirica e drammaturga francese († 1772)
- 1730 - Antonio Sacchini, compositore italiano († 1786)
- 1732 - Luigi Antonio Lanzi, gesuita, archeologo e storico dell'arte italiano († 1810)
- 1734 - Gaspard de Brunet, generale francese († 1793)
- 1736 - Charles Augustin de Coulomb, fisico e ingegnere francese († 1806)
- 1741 - Antonio Foschini, architetto italiano († 1813)
- 1747 - Anton von Zach, generale austriaco († 1826)
- 1753 - Luigi I d'Assia, sovrano tedesco († 1830)
- 1761 - Antonio Adamucci, medico italiano
- 1762 - Michele Busuttil, pittore maltese († 1831)
- 1763 - Johann Simon Mayr, compositore tedesco († 1845)
- 1768 - Hatice Sultan, principessa ottomana († 1822)
- 1769 - Domenico Della Maria, musicista e compositore francese († 1800)
- 1772 - Gustaf Johan Billberg, botanico, zoologo e anatomista svedese († 1844)
- 1778 - Francesco Caffi, musicologo, magistrato e scrittore italiano († 1874)
- 1778 - Cesare Saluzzo di Monesiglio, militare e nobiluomo italiano († 1853)
- 1780 - Henry Salt, diplomatico, artista e viaggiatore britannico († 1827)
- 1781 - Ivan Osipovič de Witt, generale, agente segreto e nobile russo († 1840)
- 1782 - Anton Aloys Wolf, vescovo cattolico sloveno († 1859)
- 1783 - Horatio Walpole, III conte di Orford, nobile e politico inglese († 1858)
- 1784 - Francesco Morlacchi, compositore italiano († 1841)
- 1792 - Guglielmo di Nassau, duca († 1839)
- 1796 - Carlotta Marchionni, attrice teatrale italiana († 1861)
- 1798 - František Palacký, storico, politico e scrittore ceco († 1876)

## XIX secolo(159)
- 1801 - Peter Wilhelm Lund, paleontologo, zoologo e archeologo danese († 1880)
- 1805 - Robert Anderson, generale statunitense († 1871)
- 1805 - John Frederick Lewis, pittore inglese († 1876)
- 1805 - Benildo Romançon, religioso francese († 1862)
- 1808 - Mariano d'Ayala, militare, politico e scrittore italiano († 1877)
- 1808 - Leopold Lažanský z Bukové, politico e nobile boemo († 1860)
- 1811 - Antoni Patek, orologiaio e imprenditore polacco († 1877)
- 1811 - Harriet Beecher Stowe, scrittrice e attivista statunitense († 1896)
- 1812 - Fernando Wood, politico e mercante statunitense († 1881)
- 1814 - Alexander John Ellis, matematico, fisico e filologo britannico († 1890)
- 1814 - Giorgio Pellizzari, anatomista italiano († 1894)
- 1815 - Jean-Baptiste Bréhéret, missionario francese († 1898)
- 1815 - Gregorio Caccia, magistrato e politico italiano († 1896)
- 1816 - Priscilla Cooper Tyler, first lady statunitense († 1889)
- 1817 - Friedrich Otto Gustav Quedenfeldt, entomologo tedesco († 1891)
- 1821 - Harry Chichester, II barone Templemore, nobile irlandese († 1906)
- 1821 - Sergej Petrovič Kop'ev, generale russo († 1893)
- 1825 - Paul Acquel, pittore francese († 1882)
- 1825 - Alexander Gordon-Lennox, politico e militare inglese († 1892)
- 1826 - Basilio Gorga, religioso italiano († 1881)
- 1826 - Wilhelm Neumann, architetto tedesco († 1907)
- 1827 - Charles Gumery, scultore francese († 1871)
- 1827 - Ernst Stizenberger, botanico e medico tedesco († 1895)
- 1829 - Bernard Petitjean, vescovo cattolico e missionario francese († 1884)
- 1830 - Jules Bergeret, attivista e militare francese († 1905)
- 1830 - Alfred Enneper, matematico tedesco († 1885)
- 1830 - Tiziano Zalli, patriota, attivista e banchiere italiano († 1909)
- 1833 - Ernest Roze, botanico e micologo francese († 1900)
- 1837 - Aaron Daggett, generale statunitense († 1938)
- 1837 - William Chatterton Dix, poeta e paroliere britannico († 1898)
- 1837 - John Thomson, fotografo, geografo e viaggiatore britannico († 1921)
- 1837 - Bruno di Ysenburg e Büdingen, principe tedesco († 1906)
- 1838 - Yamagata Aritomo, militare giapponese († 1922)
- 1840 - Vittorio Betteloni, poeta italiano († 1910)
- 1843 - Léon Philippet, pittore e incisore belga († 1906)
- 1843 - Richard Otto Zöpffel, teologo tedesco († 1891)
- 1844 - Costanzo Chauvet, giornalista italiano († 1918)
- 1844 - Antonino Leto, pittore italiano († 1913)
- 1844 - Édouard Naville, archeologo e egittologo svizzero († 1926)
- 1845 - Antonio Maceo Grajales, generale e politico cubano († 1896)
- 1848 - Bernard Bosanquet, filosofo britannico († 1923)
- 1848 - Andrea Caron, arcivescovo cattolico italiano († 1927)
- 1851 - Giovanni Pelli Fabbroni, imprenditore e politico italiano († 1935)
- 1851 - Jerzy Józef Elizeusz Szembek, arcivescovo cattolico polacco († 1905)
- 1853 - Angelo Micheletti, ceramista e museologo italiano († 1901)
- 1855 - Robert M. La Follette, politico statunitense († 1925)
- 1855 - Harry M. Stevens, imprenditore statunitense († 1934)
- 1856 - Ahmad Reza Khan Barelvi, religioso e mistico indiano († 1921)
- 1856 - Dimităr Blagoev, politico bulgaro († 1924)
- 1856 - Andrej Andreevič Markov, matematico e statistico russo († 1922)
- 1856 - Louis Midelair, schermidore francese († 1916)
- 1857 - William Barclay, allenatore di calcio irlandese († 1917)
- 1858 - Carolina Magistrelli, insegnante e divulgatrice scientifica italiana († 1939)
- 1858 - Giovanni Battista Marieni, generale italiano († 1933)
- 1860 - Paulin Méry, medico e politico francese († 1913)
- 1861 - Rémy Perrier, zoologo francese († 1936)
- 1861 - Francis Sabourin, schermidore francese
- 1862 - John Joseph Glennon, cardinale e arcivescovo cattolico irlandese († 1946)
- 1863 - Charles Flavell Hayward, violinista, direttore d'orchestra e compositore inglese († 1906)
- 1864 - Alois Alzheimer, psichiatra tedesco († 1915)
- 1865 - Giovanni Ceirano, imprenditore italiano († 1948)
- 1865 - Bernard Lazare, giornalista, critico letterario e saggista francese († 1903)
- 1865 - Diego Simonetti, ammiraglio italiano († 1926)
- 1866 - Emilio Costa, giurista italiano († 1926)
- 1867 - Frederick Christian, crickettista britannico († 1934)
- 1867 - Alfred Cohn, regista e attore danese († 1932)
- 1867 - Maria Dorotea d'Asburgo-Lorena, austriaca († 1932)
- 1868 - Alfons Dopsch, storico austriaco († 1953)
- 1868 - Karl Landsteiner, medico, biologo e fisiologo austriaco († 1943)
- 1868 - Gilbert Walker, fisico e statistico britannico († 1958)
- 1869 - Edgar Chadwick, allenatore di calcio e calciatore inglese († 1942)
- 1870 - Frank Montgomery, regista, attore e sceneggiatore statunitense († 1944)
- 1870 - Louis Ravet, attore francese († 1933)
- 1870 - Costantino Ribaga, entomologo e agronomo italiano († 1945)
- 1871 - Hermanus Brockmann, canottiere olandese († 1936)
- 1871 - Jacob Ellehammer, orologiaio e inventore danese († 1946)
- 1871 - Camillo Innocenti, pittore italiano († 1961)
- 1871 - Fëdor Vasil'evič Tokarev, inventore e politico sovietico († 1968)
- 1872 - Abelardo Albisi, flautista e compositore italiano († 1938)
- 1873 - Vilhelm Grønbech, storico delle religioni danese († 1948)
- 1874 - Gaston de Pawlowski, scrittore e inventore francese († 1933)
- 1874 - Harry Stevenson, giocatore di snooker inglese († 1944)
- 1875 - Suzanne Chaigneau, violinista e docente francese († 1946)
- 1875 - Frederick Guest, politico inglese († 1937)
- 1875 - William Henry Phelps, ornitologo e esploratore statunitense († 1965)
- 1876 - Giovanni Chiggiato, imprenditore e politico italiano († 1923)
- 1876 - Jakob Meisenheimer, chimico tedesco († 1934)
- 1877 - Jane Bathori, mezzosoprano francese († 1970)
- 1877 - Ida Maclean, biochimica inglese († 1944)
- 1877 - Giovanni Prini, scultore, decoratore e illustratore italiano († 1958)
- 1877 - Luigi Velani, ingegnere e dirigente pubblico italiano († 1958)
- 1877 - Robert Whytlaw-Gray, chimico britannico († 1958)
- 1877 - Paula Winkler, scrittrice tedesca († 1958)
- 1878 - Arthur Goddard, calciatore inglese († 1956)
- 1878 - Gustave Pelgrims, calciatore belga († 1960)
- 1878 - John S. Robertson, regista e attore canadese († 1964)
- 1879 - Arthur Duffey, velocista statunitense († 1955)
- 1880 - Walter von Molo, romanziere e drammaturgo austro-ungarico († 1958)
- 1881 - George Alan Thomas, scacchista, giocatore di badminton e tennista britannico († 1972)
- 1882 - Ildebrando Goiran, ammiraglio italiano († 1945)
- 1882 - Jai Singh Prabhakar Bahadur, principe indiano († 1937)
- 1882 - Olinto Marella, presbitero italiano († 1969)
- 1883 - Marie-Vincent Bernadot, presbitero, scrittore e traduttore francese († 1941)
- 1883 - Armando Casalini, politico italiano († 1924)
- 1883 - Manfredi Gravina, militare, diplomatico e pubblicista italiano († 1932)
- 1883 - Francisco de Paula Vallet, gesuita spagnolo († 1947)
- 1884 - René Eucher, calciatore francese († 1940)
- 1884 - John McCormack, tenore irlandese († 1945)
- 1884 - Ruth Stout, scrittrice statunitense († 1980)
- 1884 - Georg Zacharias, nuotatore tedesco († 1953)
- 1885 - Livio Cambi, chimico italiano († 1968)
- 1885 - Percy Hobart, generale britannico († 1957)
- 1885 - William Platt, generale inglese († 1975)
- 1886 - Giulio Perugi, generale e politico italiano († 1949)
- 1887 - Oscar Kreuzer, tennista tedesco († 1968)
- 1887 - Arnolds Spekke, scrittore, diplomatico e storico lettone († 1972)
- 1888 - Sadi Dastarac, calciatore francese († 1911)
- 1888 - Hugh Fortescue, V conte di Fortescue, politico e militare britannico († 1958)
- 1889 - Eric Mervyn Lindsay, astronomo britannico († 1974)
- 1889 - Knut Emil Lundmark, astronomo svedese († 1958)
- 1889 - Mario Salmi, storico dell'arte e critico d'arte italiano († 1980)
- 1889 - Friedrich Stahl, generale tedesco († 1979)
- 1890 - May Allison, attrice statunitense († 1989)
- 1890 - Bror Wiberg, calciatore finlandese († 1935)
- 1891 - Paul Engelmann, architetto austriaco († 1965)
- 1891 - Ernesto Fogola, aviatore italiano († 1917)
- 1891 - Jevhen Oleksijovyč Konovalec', militare e politico ucraino († 1938)
- 1891 - Thomas Lance, pistard britannico († 1976)
- 1891 - John Victor Nash, bobbista argentino
- 1891 - Elaine Sterne Carrington, sceneggiatrice e regista statunitense († 1958)
- 1892 - Ernst Penzoldt, scrittore e artista tedesco († 1955)
- 1892 - Attilio Piccioni, politico italiano († 1976)
- 1893 - Suzanne Grandais, attrice francese († 1920)
- 1893 - Frank E. Hughes, scenografo statunitense († 1947)
- 1893 - Arthur Marohn, calciatore tedesco († 1975)
- 1894 - Jack Adams, hockeista su ghiaccio e allenatore di hockey su ghiaccio canadese († 1968)
- 1894 - Raffaele Elia, politico italiano († 1981)
- 1894 - Jan Borisovič Gamarnik, generale e politico sovietico († 1937)
- 1894 - Maria Adelaide di Lussemburgo, nobildonna († 1924)
- 1894 - José Carlos Mariátegui, giornalista, sociologo e politico peruviano († 1930)
- 1894 - Heddle Nash, tenore inglese († 1961)
- 1894 - Benito Perojo, regista e produttore cinematografico spagnolo († 1974)
- 1895 - Cliff Edwards, attore, cantante e doppiatore statunitense († 1971)
- 1895 - Stefano Pirandello, drammaturgo italiano († 1972)
- 1895 - Bruno Revel, francesista, germanista e traduttore italiano († 1959)
- 1896 - Comins Mansfield, compositore di scacchi inglese († 1984)
- 1896 - Samuel Mosberg, pugile statunitense († 1967)
- 1897 - Valentina Zambra, medica e chirurga italiana († 1984)
- 1898 - Chris Fridfinnson, hockeista su ghiaccio canadese († 1938)
- 1898 - Pier Ugo Gragnani, attore italiano († 1976)
- 1898 - Friedrich Hüffmeier, ammiraglio tedesco († 1972)
- 1898 - Pëtr Leščenko, cantante russo († 1954)
- 1899 - Vasile Aftenie, vescovo cattolico rumeno († 1950)
- 1899 - Joseph Kish, scenografo statunitense († 1969)
- 1899 - Pan Yuliang, artista e pittrice cinese († 1977)
- 1899 - John Spellman, lottatore statunitense († 1966)
- 1899 - Otello Terzani, politico e rivoluzionario italiano († 1992)
- 1900 - Roy Clifford, allenatore di pallacanestro statunitense († 1996)
- 1900 - František Černík, nuotatore e pallanuotista cecoslovacco († 1982)

## XX secolo(836)
- 1902 - Carl Esmond, attore austriaco († 2004)
- 1902 - Jens Peter Larsen, musicologo e organista danese († 1988)
- 1902 - Nikolaj Vladimirovič Ėkk, regista cinematografico sovietico († 1976)
- 1903 - Alonzo Church, matematico e logico statunitense († 1995)
- 1903 - Antonio Gambacorti Passerini, partigiano italiano († 1944)
- 1903 - Pasquale Saraceno, economista italiano († 1991)
- 1903 - Lajos Steiner, scacchista ungherese († 1975)
- 1904 - Margaret Bourke-White, fotografa statunitense († 1971)
- 1904 - Kempton Bunton, criminale inglese († 1976)
- 1904 - Jenny Jugo, attrice austriaca († 2001)
- 1904 - Gustav Kortüm, chimico tedesco († 1990)
- 1904 - Giuseppe Muzzioli, calciatore italiano († 1941)
- 1904 - Hermann Niebuhr, allenatore di pallacanestro e dirigente sportivo tedesco († 1968)
- 1905 - Liesel Bach, aviatrice e scrittrice tedesca († 1992)
- 1905 - Luigi Gaudenzi, pittore italiano († 1930)
- 1906 - Guglielmo Borgo, calciatore e allenatore di calcio italiano († 1979)
- 1906 - Heinrich Schwarz, militare tedesco († 1947)
- 1907 - René Char, poeta francese († 1988)
- 1907 - Raffaele Costantino, calciatore e allenatore di calcio italiano († 1991)
- 1907 - Paul Klinger, attore e doppiatore tedesco († 1971)
- 1908 - Arrigo Del Rigo, pittore e disegnatore italiano († 1932)
- 1908 - Gioacchino Guaragna, schermidore italiano († 1971)
- 1908 - Kathleen Raine, poetessa britannica († 2003)
- 1909 - Gord Aitchison, cestista canadese († 1990)
- 1909 - Olle Bexell, multiplista svedese († 2003)
- 1909 - Burl Ives, cantautore e attore statunitense († 1995)
- 1910 - Giovanni Brambilla, politico, sindacalista e partigiano italiano († 1994)
- 1910 - Carlo Ceresoli, calciatore e allenatore di calcio italiano († 1995)
- 1910 - Paul Jacquier, generale e aviatore francese († 1995)
- 1910 - Rudolf Kempe, direttore d'orchestra tedesco († 1976)
- 1910 - William Reynolds, montatore statunitense († 1997)
- 1911 - Irene Brin, giornalista, scrittrice e gallerista italiana († 1969)
- 1911 - Fёdor Ivanovič Filippov, regista cinematografico sovietico († 1988)
- 1911 - Louise Henry, attrice statunitense († 1967)
- 1911 - Lina Heydrich, tedesca († 1985)
- 1911 - Onesto Silano, calciatore italiano († 1993)
- 1912 - Annibale Bugnini, arcivescovo cattolico italiano († 1982)
- 1912 - Magda László, soprano ungherese († 2002)
- 1912 - Pompilio Mandelli, pittore italiano († 2006)
- 1912 - Sid McMath, politico e militare statunitense († 2003)
- 1912 - Dolores Palumbo, attrice italiana († 1984)
- 1912 - Ugo Saitta, regista italiano († 1983)
- 1913 - Henry Banks, pilota automobilistico statunitense († 1994)
- 1913 - Yvon De Begnac, giornalista e scrittore italiano († 1983)
- 1913 - Giovanni Getto, critico letterario italiano († 2002)
- 1913 - Fernando Malavolti, archeologo e speleologo italiano († 1954)
- 1913 - Andrés Zólyomy, allenatore di pallanuoto ungherese († 1992)
- 1914 - Maria de la Esperanza di Borbone-Due Sicilie, principessa spagnola († 2005)
- 1914 - Gisèle Casadesus, attrice francese († 2017)
- 1914 - Rui Nascimento, compositore di scacchi portoghese († 2012)
- 1914 - Cesare Pozzi, partigiano italiano († 2007)
- 1914 - Chil Rajchman, superstite dell'Olocausto polacco († 2004)
- 1914 - Henry Tiller, pugile norvegese († 1999)
- 1915 - Giovanni Bermone, calciatore italiano († 1993)
- 1915 - Kay Sutton, attrice statunitense († 1988)
- 1916 - Lino Begnini, calciatore e allenatore di calcio italiano
- 1916 - Dorothy McGuire, attrice statunitense († 2001)
- 1916 - Georg Henrik von Wright, filosofo finlandese († 2003)
- 1917 - Vlado Dapčević, politico jugoslavo († 2001)
- 1917 - Lise Nørgaard, scrittrice, sceneggiatrice e giornalista danese († 2023)
- 1917 - Martin Rosenblatt, attore statunitense († 1991)
- 1917 - Franco Soave, chirurgo italiano († 1984)
- 1918 - Ezio Beccastrini, politico italiano († 1996)
- 1918 - Chang Dsu Yao, artista marziale e insegnante cinese († 1992)
- 1918 - Ferenc Doór, pittore ungherese († 2015)
- 1918 - Fratelli Durante, partigiano italiano († 1944)
- 1918 - Jerry Kelly, cestista statunitense († 1996)
- 1918 - Luigi Mario Pizzinelli, giornalista e scrittore italiano († 2006)
- 1918 - Katherine Rawls, nuotatrice e tuffatrice statunitense († 1982)
- 1918 - Antonio Vian, compositore italiano († 1966)
- 1919 - Gene Barry, attore statunitense († 2009)
- 1919 - Fabrizio Dentice, scrittore e giornalista italiano († 2020)
- 1919 - Leo Solari, politico, partigiano e scrittore italiano († 2009)
- 1919 - June Spencer, attrice britannica († 2024)
- 1919 - Sam Wanamaker, attore, regista e direttore teatrale statunitense († 1993)
- 1920 - Veljko Bakašun, pallanuotista jugoslavo († 2007)
- 1920 - Albert Borschette, diplomatico e politico lussemburghese († 1976)
- 1920 - Ivar Mathisen, canoista norvegese († 2008)
- 1921 - Luciano Bausi, politico e avvocato italiano († 1995)
- 1921 - John Bradburne, missionario inglese († 1979)
- 1921 - Uber Gradella, calciatore italiano († 2015)
- 1921 - Ivo Isetto, calciatore italiano († 1976)
- 1921 - Władysław Maleszewski, cestista e allenatore di pallacanestro polacco († 1983)
- 1921 - Arturo Silvestri, calciatore e allenatore di calcio italiano († 2002)
- 1921 - Hans Stark, militare tedesco († 1991)
- 1921 - Carla Voltolina, giornalista e partigiana italiana († 2005)
- 1922 - George Barris, fotografo statunitense († 2016)
- 1922 - K. Asif, regista, sceneggiatore e produttore cinematografico indiano († 1971)
- 1922 - Kevin Roche, architetto irlandese († 2019)
- 1922 - Ugo Tristani, sceneggiatore italiano († 1977)
- 1923 - Ivan Gubijan, martellista jugoslavo († 2009)
- 1923 - Silvia Infantas, cantante e attrice cilena († 2024)
- 1923 - Judith Kerr, scrittrice, illustratrice e sceneggiatrice tedesca († 2019)
- 1923 - Oldřich Menclík, calciatore cecoslovacco († 2003)
- 1923 - Robert Watts, artista statunitense († 1989)
- 1924 - James W. Black, farmacologo britannico († 2010)
- 1924 - Arthur Erickson, architetto canadese († 2009)
- 1924 - Antonin Sočnev, calciatore sovietico († 2012)
- 1925 - David Bache, designer inglese († 1994)
- 1925 - Rossana Bossaglia, storica dell'arte e critica d'arte italiana († 2013)
- 1925 - Giovanni Cuzzoni, calciatore italiano
- 1925 - Hideyuki Fujisawa, goista giapponese († 2009)
- 1925 - Armando Libianchi, attore e paroliere italiano († 1980)
- 1925 - Antonio Moroni, presbitero e ecologo italiano († 2014)
- 1925 - Serge Moscovici, psicologo e sociologo rumeno († 2014)
- 1925 - Pierre Salinger, politico e giornalista statunitense († 2004)
- 1925 - Donato Scutari, politico italiano († 2012)
- 1926 - Gabriele Cagliari, ingegnere e dirigente d'azienda italiano († 1993)
- 1926 - Gerry Hambling, montatore britannico († 2013)
- 1926 - Hermann Kant, scrittore tedesco († 2016)
- 1926 - Rinaldo Moro, ex calciatore italiano
- 1926 - Kurt Schmied, calciatore austriaco († 2007)
- 1927 - Dionisio Arce, allenatore di calcio e calciatore paraguaiano († 2000)
- 1928 - Pierre Badel, regista francese († 2013)
- 1928 - José Bonaparte, paleontologo argentino († 2020)
- 1928 - Robert Brout, fisico belga († 2011)
- 1928 - Nicole Drouin, modella francese († 2010)
- 1928 - Che Guevara, rivoluzionario, guerrigliero e scrittore argentino († 1967)
- 1928 - Edwin Marian, attore e regista tedesco († 2018)
- 1928 - Mino Pecorelli, giornalista, avvocato e scrittore italiano († 1979)
- 1928 - Michel Valette, cabarettista, attore e compositore francese († 2016)
- 1929 - Tonino Cervi, regista e produttore cinematografico italiano († 2002)
- 1929 - Cy Coleman, compositore, cantautore e pianista statunitense († 2004)
- 1929 - José Gea Escolano, vescovo cattolico spagnolo († 2017)
- 1929 - Lev Gor'kov, fisico sovietico († 2016)
- 1929 - Ivo Laghi, sindacalista, giornalista e scrittore italiano († 2006)
- 1929 - Bakshish Singh, hockeista su prato indiano († 1970)
- 1930 - Borivoje Kostić, calciatore jugoslavo († 2011)
- 1930 - Lamberto Trezzini, direttore teatrale italiano († 2015)
- 1931 - Mario Bernardis, ex arbitro di calcio italiano
- 1931 - Marla Gibbs, attrice e cantante statunitense
- 1931 - Junior Walker, sassofonista e cantante statunitense († 1995)
- 1931 - Sieghardt Rupp, attore austriaco († 2015)
- 1931 - Antoni B. Stępień, filosofo polacco
- 1932 - Kaj Andersen, calciatore danese († 1995)
- 1932 - Mario Andrione, politico italiano († 2017)
- 1932 - Joe Arpaio, politico statunitense
- 1932 - Idrio Bui, ciclista su strada italiano († 2022)
- 1932 - Javier Echevarría Rodríguez, vescovo cattolico spagnolo († 2016)
- 1932 - Erkki Penttilä, lottatore finlandese († 2005)
- 1932 - Henri Schwery, cardinale e vescovo cattolico svizzero († 2021)
- 1932 - Anita Todesco, attrice italiana († 2015)
- 1933 - Salvatore Aversa, poliziotto italiano († 1992)
- 1933 - Harry Hooper, calciatore inglese († 2020)
- 1933 - Klaus K. Klostermaier, indologo e storico delle religioni canadese
- 1933 - Jerzy Kosinski, scrittore polacco († 1991)
- 1933 - Vladimir Arkad'evič Krasnopol'skij, regista sovietico († 2022)
- 1933 - Parker MacDonald, allenatore di hockey su ghiaccio e hockeista su ghiaccio canadese († 2017)
- 1933 - John McHardy Sinclair, linguista e lessicografo britannico († 2007)
- 1933 - Orazio Orlando, attore italiano († 1990)
- 1933 - Dumitru Pârvulescu, lottatore rumeno († 2007)
- 1933 - Matti Suuronen, architetto e designer finlandese († 2013)
- 1933 - Víctor Zalazar, pugile argentino († 2017)
- 1934 - Peter O. Chotjewitz, scrittore, traduttore e avvocato tedesco († 2010)
- 1934 - Fortunato Libanori, pilota motociclistico e pilota motonautico italiano († 2006)
- 1935 - Benito Gennaro Franceschetti, arcivescovo cattolico italiano († 2005)
- 1935 - André Schiffrin, editore, curatore editoriale e saggista francese († 2013)
- 1935 - Roberto Eduardo Sosa, calciatore uruguaiano († 2008)
- 1936 - Wolfgang Behrendt, ex pugile tedesco
- 1936 - Marisa Brando, cantante italiana
- 1936 - Giorgio Carbone, filantropo italiano († 2009)
- 1936 - Marziano Magnani, lottatore italiano († 1983)
- 1936 - Raúl Mera, ex cestista uruguaiano
- 1936 - George Hugh Niederauer, arcivescovo cattolico statunitense († 2017)
- 1936 - Dave Whitsell, giocatore di football americano statunitense († 1999)
- 1937 - Jean-Claude Lefèbvre, cestista francese († 1999)
- 1937 - Jørgen Leth, poeta, regista e sceneggiatore danese
- 1937 - Marciano Vidal García, teologo e presbitero spagnolo
- 1937 - Fritz Wagnerberger, sciatore alpino, allenatore di sci alpino e dirigente sportivo tedesco († 2010)
- 1938 - Roberto Antonelli, attore italiano
- 1938 - Julie Felix, cantautrice e chitarrista statunitense († 2020)
- 1938 - Ewald Kooiman, organista olandese († 2009)
- 1938 - Gianni Milano, poeta e pedagogista italiano († 2025)
- 1938 - Esko Saira, ex biatleta finlandese
- 1939 - Carlo Gandini, ex bobbista e alpinista italiano
- 1939 - Steny Hoyer, politico e avvocato statunitense
- 1939 - Tom Matte, giocatore di football americano statunitense († 2021)
- 1939 - Marta May, attrice spagnola
- 1939 - Peter Mayle, scrittore britannico († 2018)
- 1939 - Risto Näätänen, psicologo finlandese († 2023)
- 1939 - Antônio Salvador Sucar, cestista brasiliano († 2018)
- 1940 - Jack Bannon, attore statunitense († 2017)
- 1940 - Laura Efrikian, attrice e annunciatrice televisiva italiana
- 1940 - Humberto Fernandes, calciatore portoghese († 2009)
- 1940 - Gianpiero Gamaleri, giornalista e sociologo italiano
- 1940 - Francesco Guccini, cantautore, scrittore e attore italiano
- 1940 - Bram Leenards, ex pallanuotista olandese
- 1940 - Luisa Muraro, filosofa, pedagogista e traduttrice italiana
- 1941 - Bronte Cockburn, ex cestista australiana
- 1941 - Inge Danielsson, calciatore svedese († 2021)
- 1941 - Luciano De Paolis, ex bobbista italiano
- 1941 - Sergio Spagnolo, matematico italiano
- 1941 - Óscar Tusquets, architetto, pittore e designer spagnolo
- 1941 - Renzo Villa, editore, conduttore televisivo e autore televisivo italiano († 2010)
- 1941 - John Edgar Wideman, scrittore e insegnante statunitense
- 1942 - Allen Daviau, direttore della fotografia statunitense († 2020)
- 1942 - Tony Gray, allenatore di rugby a 15 e ex rugbista a 15 gallese
- 1942 - Jonathan Raban, scrittore e viaggiatore britannico († 2023)
- 1942 - Andy Irvine, musicista irlandese
- 1942 - Pertti Purhonen, pugile finlandese († 2011)
- 1943 - Pasquale Croci, calciatore italiano
- 1943 - Piet Keizer, calciatore olandese († 2017)
- 1943 - Jeanine Meerapfel, regista e sceneggiatrice argentina
- 1943 - John Miles, pilota automobilistico britannico († 2018)
- 1943 - Jacques Polge, profumiere francese
- 1943 - Jim Sensenbrenner, politico statunitense
- 1943 - John Trollope, ex calciatore e allenatore di calcio inglese
- 1943 - Josip Čorak, lottatore jugoslavo († 2023)
- 1944 - José Barrias, artista portoghese († 2020)
- 1944 - Jordi Bernet, fumettista spagnolo
- 1944 - Joe Grifasi, attore statunitense
- 1945 - Vladimir Andreev, ex cestista sovietico
- 1945 - Rod Argent, cantautore e tastierista britannico
- 1945 - Claudine Beccarie, attrice francese
- 1945 - Cosimo D'Arrigo, generale italiano
- 1945 - Giuliano De Risi, giornalista italiano
- 1945 - Jörg Immendorff, pittore, scultore e scenografo tedesco († 2007)
- 1945 - Thein Sein, generale e politico birmano
- 1945 - Joan Silber, scrittrice statunitense
- 1945 - Richard Stebbins, ex velocista statunitense
- 1945 - Pierre de Boissieu, diplomatico francese
- 1946 - Paolo Lassini, funzionario italiano
- 1946 - Charlie Paulk, cestista statunitense († 2014)
- 1946 - Donald Trump, politico, imprenditore e personaggio televisivo statunitense
- 1947 - Angelica, cantante italiana
- 1947 - Agostino De Romanis, pittore italiano († 2025)
- 1947 - Sandro Donati, allenatore di atletica leggera italiano
- 1947 - Esme Emanuel, ex tennista sudafricana
- 1947 - Hiroshi Miyauchi, attore giapponese
- 1947 - Paul Rudolph, bassista e chitarrista canadese
- 1947 - Philémon Yang, politico camerunese
- 1948 - Vladimir Batagelj, matematico e insegnante sloveno
- 1948 - Linda Clifford, cantante e attrice statunitense
- 1948 - Giorgio D'Adamo, paroliere e bassista italiano († 2015)
- 1948 - Steve Hunter, chitarrista statunitense
- 1949 - Kuan-Chun Chi, attore e artista marziale cinese
- 1949 - Bertrand Lavier, architetto francese
- 1949 - Jim Lea, polistrumentista britannico
- 1949 - Silvio Maiga, ex copilota di rally italiano
- 1949 - Gil McGregor, ex cestista statunitense
- 1949 - Malcolm Patrick McMahon, arcivescovo cattolico inglese
- 1949 - Papa Wemba, cantante della Repubblica Democratica del Congo († 2016)
- 1949 - Antony Sher, attore e scrittore sudafricano († 2021)
- 1949 - Harry Turtledove, scrittore statunitense
- 1949 - Alan White, batterista britannico († 2022)
- 1949 - Per Rune Wølner, calciatore norvegese († 2016)
- 1950 - Luigi Cagni, allenatore di calcio e ex calciatore italiano
- 1950 - Cosey, fumettista svizzero
- 1950 - Fred Hemmes, ex tennista olandese
- 1950 - Basílio do Nascimento, vescovo cattolico est-timorese († 2021)
- 1950 - Bianca Pomeranzi, attivista e saggista italiana († 2023)
- 1950 - Rowan Williams, arcivescovo anglicano e teologo britannico
- 1951 - Pentti Korhonen, pilota motociclistico finlandese
- 1951 - Nancy Lane, attrice, ballerina e cantante statunitense
- 1951 - John Maclaren, attore canadese
- 1951 - Giovanni Martinelli, imprenditore e dirigente sportivo italiano († 2013)
- 1951 - Aleksandr Sokurov, regista russo
- 1952 - Renato D'Amore, attore italiano
- 1952 - Franco Di Francescantonio, attore e scenografo italiano († 2005)
- 1952 - Sabina Fabi, politica italiana
- 1952 - Janina Fetlińska, politica polacca († 2010)
- 1952 - Eddie Mekka, attore statunitense († 2021)
- 1952 - Suzanne Reuter, attrice svedese
- 1952 - Ally Robertson, allenatore di calcio e ex calciatore scozzese
- 1952 - Alois Schwarz, vescovo cattolico austriaco
- 1952 - Pat Summitt, cestista e allenatrice di pallacanestro statunitense († 2016)
- 1953 - Antonino Cantone, ex calciatore italiano
- 1953 - Roberto Jefferson, politico e avvocato brasiliano
- 1953 - Hana Laszlo, attrice israeliana
- 1953 - David Thomas, cantante statunitense († 2025)
- 1953 - Pietro Valsecchi, produttore televisivo e produttore cinematografico italiano
- 1954 - Bob Gibbs, politico statunitense
- 1954 - Annarita Grapputo, attrice e ex modella italiana
- 1954 - Manfred Herweh, pilota motociclistico tedesco
- 1954 - Jurij Kurnenin, calciatore e allenatore di calcio sovietico († 2009)
- 1954 - Gianna Nannini, cantautrice italiana
- 1954 - Will Patton, attore statunitense
- 1954 - Francesco Rutelli, ex politico e giornalista italiano
- 1954 - Willem Schuth, politico tedesco
- 1955 - Víctor Manuel Castro Cosío, politico messicano
- 1955 - Vince Evans, ex giocatore di football americano statunitense
- 1955 - Massimo Introvigne, sociologo e saggista italiano
- 1955 - Kirron Kher, attrice indiana
- 1955 - Aleksandr Novikov, ex calciatore sovietico
- 1955 - Paul O'Grady, showman, comico e attore britannico († 2023)
- 1955 - Trish Roberts, ex cestista e allenatrice di pallacanestro statunitense
- 1955 - Fulvio Sisti, sassofonista, cantante e pittore italiano († 1998)
- 1956 - Imre Budavári, ex pallanuotista ungherese
- 1956 - King Diamond, cantante danese
- 1956 - Keith Herron, ex cestista statunitense
- 1956 - Enzo Mastropietro, mafioso italiano
- 1956 - Elena Vsevolodovna Safonova, attrice russa
- 1956 - Alberto Santelli, ex calciatore uruguaiano
- 1956 - Altagracia Zapata, ex cestista dominicana
- 1957 - Giovanna Botteri, giornalista italiana
- 1957 - Petre Capusta, ex canoista rumeno
- 1957 - Mario Caterino, mafioso italiano
- 1957 - Chad Cromwell, batterista statunitense
- 1957 - Nikolaj Drozdeckij, hockeista su ghiaccio russo († 1995)
- 1957 - Stephen Hibbert, attore statunitense
- 1957 - Milan Janić, canoista serbo († 2003)
- 1957 - Carlotta Mastrangelo, sceneggiatrice italiana
- 1957 - Attilio Papis, allenatore di calcio e ex calciatore italiano
- 1957 - Jay Roach, regista e produttore cinematografico statunitense
- 1957 - Mona Simpson, scrittrice, saggista e anglista statunitense
- 1957 - Len Blavatnik, imprenditore, filantropo e produttore cinematografico statunitense
- 1957 - Rainer Zitelmann, storico e giornalista tedesco
- 1957 - Sergej Želanov, ex multiplista sovietico
- 1958 - Dale Ahlquist, scrittore statunitense
- 1958 - Luigi Casero, politico italiano
- 1958 - Flavio Gulinelli, allenatore di pallavolo italiano
- 1958 - James Gurney, pittore, illustratore e scrittore statunitense
- 1958 - Eric Heiden, ex pattinatore di velocità su ghiaccio e ex ciclista su strada statunitense
- 1958 - Derek McLane, scenografo statunitense
- 1958 - Tony Mmoh, ex tennista nigeriano
- 1958 - Rick Parros, ex giocatore di football americano statunitense
- 1958 - Jolanda Plank, ex sciatrice alpina italiana
- 1958 - Olaf Scholz, politico tedesco
- 1958 - Gilles Simon, ingegnere francese
- 1958 - Wafa Sultan, psicologa siriana
- 1958 - Yao Jingyuan, ex sollevatore cinese
- 1958 - Rino Zurzolo, contrabbassista italiano († 2017)
- 1959 - Enrico Fabbro, allenatore di calcio italiano
- 1959 - Bob Hazell, ex calciatore inglese
- 1959 - Marcus Miller, bassista, compositore e produttore discografico statunitense
- 1959 - Valerij Movčan, ex pistard russo
- 1959 - Italo Righi, politico sammarinese
- 1959 - Buzz Sawyer, wrestler statunitense († 1992)
- 1959 - Sir Oliver Skardy, cantante italiano
- 1959 - Roland Stadler, ex tennista svizzero
- 1959 - Antonio Staglianò, vescovo cattolico italiano
- 1959 - Håkan Södergren, ex hockeista su ghiaccio svedese
- 1959 - Alan Thompson, ex canoista neozelandese
- 1960 - Tonie Campbell, ex ostacolista statunitense
- 1960 - Benoît Laporte, allenatore di hockey su ghiaccio e ex hockeista su ghiaccio canadese
- 1960 - Philippe Marocco, ex rugbista a 15 e allenatore di rugby a 15 francese
- 1960 - Antonio Murro, cantante e musicista italiano
- 1960 - Jan Sagedal, ex pesista norvegese
- 1960 - Jerko Tipurić, allenatore di calcio e ex calciatore croato
- 1960 - Flavio Togni, circense italiano
- 1960 - Dmitrij Vrubel', pittore russo († 2022)
- 1961 - Marco Armani, cantautore e arrangiatore italiano
- 1961 - Paolo Bonolis, conduttore televisivo, showman e autore televisivo italiano
- 1961 - Laurent Boutonnat, regista e compositore francese
- 1961 - Mihai Cioc, ex judoka rumeno
- 1961 - Grace Jackson, ex velocista giamaicana
- 1961 - Oliver Kegel, ex canoista tedesco
- 1961 - Cristiana Lionello, doppiatrice e direttrice del doppiaggio italiana
- 1961 - Eliana Lupo, attrice, doppiatrice e direttrice del doppiaggio italiana
- 1961 - Paolo Mammola, politico italiano
- 1961 - Roberto Mozzarelli, tecnico del suono italiano
- 1961 - Boy George, cantautore e disc jockey inglese
- 1961 - Sam Perkins, ex cestista e allenatore di pallacanestro statunitense
- 1962 - Tadeusz Lityński, vescovo cattolico polacco
- 1962 - NicoNote, cantante, attrice e compositrice italiana
- 1962 - Stig Rossen, tenore e attore teatrale danese
- 1962 - Paola Sambo, attrice italiana
- 1963 - Rambo Amadeus, cantante montenegrino
- 1963 - Jarosław Boberek, attore e doppiatore polacco
- 1963 - Chris DeGarmo, chitarrista statunitense
- 1963 - Giovanni Dimitri, militare italiano
- 1963 - Luis Ángel de las Heras Berzal, vescovo cattolico spagnolo
- 1963 - Andrea Icardi, allenatore di calcio e ex calciatore italiano
- 1963 - Grant Kenny, ex canoista australiano
- 1963 - Jesús Méndez, ex giocatore di baseball venezuelano
- 1963 - Henry Nwosu, ex calciatore nigeriano
- 1963 - Stefano Ruffini, cantante italiano († 2006)
- 1963 - Toni Savevski, ex calciatore e allenatore di calcio jugoslavo
- 1963 - Roswitha Steiner, dirigente sportiva e ex sciatrice alpina austriaca
- 1963 - Uwe Weidemann, allenatore di calcio e ex calciatore tedesco orientale
- 1964 - Paolo Arrigoni, dirigente d'azienda italiano
- 1964 - Sergio Giardo, disegnatore e fumettista italiano
- 1964 - Guga, ex calciatore brasiliano
- 1964 - E. Elias Merhige, regista, sceneggiatore e produttore cinematografico statunitense
- 1964 - Bob Murawski, montatore statunitense
- 1964 - Umberto Palazzo, cantautore, musicista e produttore discografico italiano
- 1964 - Kaija Parve, dirigente sportiva e ex biatleta estone
- 1964 - Gilberto Teodoro, politico e imprenditore filippino
- 1965 - Andrew Green, ingegnere britannico
- 1965 - Dalia Henry, ex cestista cubana
- 1965 - Paolo Lanza, attore italiano
- 1965 - Darko Perović, fumettista e illustratore serbo
- 1965 - Stefano Quintarelli, imprenditore e informatico italiano
- 1965 - Jere Shea, attore statunitense
- 1966 - Rikard Bergh, ex tennista svedese
- 1966 - Betinho, allenatore di calcio e ex calciatore brasiliano
- 1966 - Nelson Cossio, ex calciatore cileno
- 1966 - Jeremy Dyson, attore, scrittore e sceneggiatore britannico
- 1966 - Traylor Howard, attrice e modella statunitense
- 1966 - Stefan Huber, ex calciatore svizzero
- 1966 - Fabio Jacomelli, fumettista italiano
- 1966 - Eva Lind, soprano austriaco
- 1966 - Julio Llorente, ex calciatore spagnolo
- 1966 - Isabelle Mouthon-Michellys, triatleta francese
- 1966 - Indira Radić, cantante e musicista bosniaca
- 1966 - DJ Angelo, disc jockey, comico e autore televisivo italiano
- 1966 - Rod Stephens, giocatore di football americano statunitense
- 1966 - Byron Tenorio, ex calciatore ecuadoriano
- 1966 - Mykola Zločevs'kyj, imprenditore e politico ucraino
- 1966 - Eduardo Waghorn, cantautore, musicista e compositore cileno
- 1967 - Kumar Mangalam Birla, imprenditore indiano
- 1967 - Dedrick Dodge, ex giocatore di football americano statunitense
- 1967 - Dan Godfread, ex cestista statunitense
- 1967 - Ronan Harris, cantante e musicista irlandese
- 1967 - Ante Miše, allenatore di calcio e ex calciatore croato
- 1967 - Thierry Sardo, allenatore di calcio francese
- 1967 - Per-Inge Tällberg, ex saltatore con gli sci svedese
- 1967 - Wendy Williams, ex tuffatrice statunitense
- 1968 - Abubakar Balarabe, ex calciatore nigeriano
- 1968 - Yasmine Bleeth, attrice e ex modella statunitense
- 1968 - Cathy Chedal, ex sciatrice alpina francese
- 1968 - Jan Dydak, pugile polacco († 2019)
- 1968 - Giacomo Gattuso, allenatore di calcio e ex calciatore italiano
- 1968 - Ukhnaagiin Khürelsükh, politico e militare mongolo
- 1968 - Julien Rassam, attore francese († 2002)
- 1968 - Tony Ligorio, artista marziale italiano
- 1968 - Marco Mariani, giocatore di curling e ex hockeista su ghiaccio italiano
- 1968 - Eric Murdock, ex cestista statunitense
- 1968 - Guy Sigsworth, compositore e produttore discografico britannico
- 1968 - Tony Smith, ex cestista statunitense
- 1968 - Mario Turco, politico italiano
- 1969 - Brooks Ashmanskas, attore statunitense
- 1969 - Gaetano Carotenuto, attore italiano
- 1969 - Eugene Chung, ex giocatore di football americano statunitense
- 1969 - Richard Dryden, allenatore di calcio e ex calciatore inglese
- 1969 - Ketty Fogliani, politica italiana
- 1969 - Steffi Graf, ex tennista tedesca
- 1969 - Kyle Hebert, doppiatore statunitense
- 1969 - Peter Hessler, scrittore, giornalista e insegnante statunitense
- 1969 - Luc Holtz, allenatore di calcio e ex calciatore lussemburghese
- 1969 - MC Ren, rapper statunitense
- 1969 - Jackson Richardson, ex pallamanista e allenatore di pallamano francese
- 1970 - Chris Chaney, chitarrista e polistrumentista statunitense
- 1970 - Giovanni Esposito, attore, regista e comico italiano
- 1970 - Davide Grittani, giornalista e scrittore italiano
- 1970 - Tetsuya Harada, pilota motociclistico giapponese
- 1970 - Jeong Gyeong-ho, ex cestista sudcoreano
- 1970 - Aristides Josuel dos Santos, ex cestista brasiliano
- 1970 - Ray Luzier, batterista statunitense
- 1970 - İlqar Məmmədov, politico e attivista azero
- 1970 - Dario Palermo, compositore italiano
- 1970 - Max Papeschi, artista e scrittore italiano
- 1970 - Brad Will, giornalista statunitense († 2006)
- 1971 - Bruce Bowen, allenatore di pallacanestro e ex cestista statunitense
- 1971 - Pritam, compositore e musicista indiano
- 1971 - Sophiya Haque, attrice, cantante e ballerina britannica († 2013)
- 1971 - Peter Jöback, attore e cantante svedese
- 1971 - Alfred Freddy Krupa, pittore croato
- 1971 - Lynda Lopez, giornalista statunitense
- 1971 - Håkan Mild, ex calciatore svedese
- 1971 - Haiducii, cantante rumena
- 1971 - Bernardo Mota, ex tennista e allenatore di tennis portoghese
- 1971 - Billie Myers, cantautrice britannica
- 1971 - Marek Noormets, ex cestista estone
- 1971 - Michele Reale, golfista italiano
- 1971 - Joey Styles, personaggio televisivo statunitense
- 1971 - Ramon Vega, ex calciatore svizzero
- 1971 - Tibor Zátek, ex calciatore slovacco
- 1972 - Rick Brunson, ex cestista, allenatore di pallacanestro e dirigente sportivo statunitense
- 1972 - Lia Capizzi, giornalista, conduttrice televisiva e conduttrice radiofonica italiana
- 1972 - Matthias Ettrich, informatico tedesco
- 1972 - Stefano Fantinel, imprenditore italiano
- 1972 - Luca Farinotti, scrittore, saggista e poeta italiano
- 1972 - Ana Fáez, schermitrice cubana
- 1972 - Alessandro Manetti, allenatore di calcio e ex calciatore italiano
- 1972 - Danny McFarlane, ostacolista e velocista giamaicano
- 1972 - Timothy O'Shannessey, ex pistard australiano
- 1972 - Peter Pen, allenatore di sci alpino e ex sciatore alpino sloveno
- 1972 - Jamil Sadegholvaad, politico italiano
- 1972 - Steffen Sartor, ex slittinista tedesco
- 1972 - Moustapha Sonko, ex cestista francese
- 1972 - Adrian Tchaikovsky, scrittore britannico
- 1973 - Alberto Angiolini, cestista italiano
- 1973 - Bruno Balossetti, ex hockeista su slittino italiano
- 1973 - Giacomo Banchelli, allenatore di calcio e ex calciatore italiano
- 1973 - Álex Calatrava, ex tennista spagnolo
- 1973 - David Fonseca, cantautore e musicista portoghese
- 1973 - Steingrímur Jóhannesson, calciatore islandese († 2012)
- 1973 - Sami Kapanen, ex hockeista su ghiaccio finlandese
- 1973 - Plamen Konstantinov, ex pallavolista bulgaro
- 1973 - Libor Malina, ex discobolo ceco
- 1973 - Ceca, cantante e musicista jugoslava
- 1973 - Joel Souza, regista statunitense
- 1973 - Claudia Tagbo, attrice ivoriana
- 1973 - Stewart Talbot, allenatore di calcio e ex calciatore inglese
- 1974 - Jan Egil Brekke, ex calciatore norvegese
- 1974 - Saša Dončić, allenatore di pallacanestro e ex cestista sloveno
- 1974 - Michele Fini, allenatore di calcio e ex calciatore italiano
- 1974 - Christopher Go, politico filippino
- 1974 - Jang Jin-young, attrice e modella sudcoreana († 2009)
- 1974 - Leonardo Latini, politico italiano
- 1974 - Agostino Origlio, ex cestista e allenatore di pallacanestro italiano
- 1974 - Valérie Plante, politica canadese
- 1974 - Joshua Radin, cantautore statunitense
- 1974 - Steve Ralston, allenatore di calcio e ex calciatore statunitense
- 1974 - Ian Selley, ex calciatore inglese
- 1974 - Vittorio Tosto, dirigente sportivo e ex calciatore italiano
- 1975 - Evelyn Famà, attrice e danzatrice italiana
- 1975 - Roland Fischnaller, ex sciatore alpino italiano
- 1975 - Annemarie Gerg, ex sciatrice alpina tedesca
- 1975 - Moulay Haddou, ex calciatore algerino
- 1975 - Mac Mall, rapper statunitense
- 1975 - Ángel Morales, ex calciatore argentino
- 1975 - Bob Nanna, musicista statunitense
- 1975 - Rui Faria, allenatore di calcio portoghese
- 1976 - Primo Brown, rapper italiano († 2016)
- 1976 - Barbara Białowąs, regista e sceneggiatrice polacca
- 1976 - Alan Carr, conduttore televisivo, conduttore radiofonico e comico britannico
- 1976 - Furio De Monaco, ex cestista e dirigente sportivo italiano
- 1976 - Petri Jalava, ex calciatore finlandese
- 1976 - Igor Lukšić, politico montenegrino
- 1976 - Tomasz Mandes, attore e regista polacco
- 1976 - Massimo Oddo, allenatore di calcio e ex calciatore italiano
- 1976 - Zuzana Polónyiová, ex cestista slovacca
- 1976 - Danny Seigle, ex cestista statunitense
- 1976 - Takahiro Mizushima, doppiatore giapponese
- 1976 - Ben H. Winters, scrittore e poeta statunitense
- 1977 - De'Adre Aziza, attrice e cantante statunitense
- 1977 - Cristian Brăneț, ex calciatore rumeno
- 1977 - Sacha Giffa, ex cestista e allenatore di pallacanestro francese
- 1977 - Consequence, rapper statunitense
- 1977 - Jorge Ormeño, ex calciatore cileno
- 1977 - Duncan Oughton, ex calciatore neozelandese
- 1977 - Sandro Porchia, dirigente sportivo e ex calciatore italiano
- 1977 - Giovanni Ricciardi, pittore e scultore italiano
- 1977 - Sullivan Stapleton, attore australiano
- 1977 - Federico Tassinari, cestista italiano
- 1977 - Joe Worsley, ex rugbista a 15 e allenatore di rugby a 15 britannico
- 1978 - Elena Barani, allenatrice di pallamano e ex pallamanista italiana
- 1978 - Diablo Cody, sceneggiatrice, blogger e scrittrice statunitense
- 1978 - Dominic Feau'nati, rugbista a 13 e rugbista a 15 samoano
- 1978 - Alessandro Gori, scrittore, poeta e comico italiano
- 1978 - Annia Hatch, ginnasta cubana
- 1978 - Irene Herradas, ex cestista spagnola
- 1978 - Dee Hsu, cantante, attrice e conduttrice televisiva taiwanese
- 1978 - Gareth Krause, ex rugbista a 15 sudafricano
- 1978 - Daniele Parente, allenatore di pallacanestro e ex cestista italiano
- 1978 - Delphine Rayne, ex sciatrice alpina francese
- 1978 - Dave Rude, chitarrista statunitense
- 1978 - Floraleda Sacchi, arpista e compositrice italiana
- 1978 - María Soto, giocatrice di softball e dirigente sportiva venezuelana
- 1978 - Otar Tushishvili, ex lottatore georgiano
- 1978 - Giovanni Vescovi, scacchista brasiliano
- 1978 - Nikola Vujčić, ex cestista, allenatore di pallacanestro e dirigente sportivo croato
- 1979 - Alejandro Alpízar, ex calciatore e ex giocatore di calcio a 5 costaricano
- 1979 - Johan Arneng, ex calciatore svedese
- 1979 - Shannon Hegarty, rugbista a 13 australiano
- 1979 - Romain Hugault, fumettista francese
- 1979 - Pascale Hutton, attrice canadese
- 1979 - Jan Lindenau, politico tedesco
- 1979 - Luís Filipe, ex calciatore portoghese
- 1979 - Ma Ning, arbitro di calcio cinese
- 1979 - Elena Nečaeva, schermitrice russa
- 1979 - Andrea Raschi, cestista sammarinese
- 1979 - Leo Ricci, ex cestista argentino
- 1979 - Rodolphe Roche, ex calciatore francese
- 1979 - Paradorn Srichaphan, allenatore di tennis e ex tennista thailandese
- 1979 - Raphael de Oliveira, ex pallavolista brasiliano
- 1979 - Michal Wiezik, ecologo e politico slovacco
- 1980 - Florent Batta, arbitro di calcio francese
- 1980 - Vittorio Brumotti, conduttore televisivo e ciclista italiano
- 1980 - Martin van Essen, compositore di scacchi olandese
- 1980 - Bryon Friedman, ex sciatore alpino statunitense
- 1980 - Marine Galstyan, attrice e regista teatrale armena
- 1980 - Elena Karpova, ex cestista russa
- 1980 - Alastair Kellock, rugbista a 15 britannico
- 1980 - Bertrand Ketchanke, ex calciatore mauritano
- 1980 - Elva Margariti, architetto e politico albanese
- 1980 - Diego Pinheiro da Silva, ex cestista brasiliano
- 1980 - Clay Tucker, ex cestista statunitense
- 1981 - Luko Biskup, ex calciatore croato
- 1981 - Bryan Defares, ex cestista olandese
- 1981 - Elano, allenatore di calcio e ex calciatore brasiliano
- 1981 - Steffen Hamann, ex cestista tedesco
- 1981 - Chauncey Leopardi, attore statunitense
- 1981 - Kevin McBride, allenatore di calcio e calciatore scozzese
- 1981 - Maddalena Morgante, politica italiana
- 1981 - Nicola Nocella, attore italiano
- 1981 - Protoje, cantante giamaicano
- 1982 - Freddie Gibbs, rapper statunitense
- 1982 - Jamie Green, pilota automobilistico britannico
- 1982 - Lang Lang, pianista cinese
- 1982 - Facundo Oreja, allenatore di calcio e ex calciatore argentino
- 1982 - Trine Rønning, ex calciatrice norvegese
- 1982 - Lawrence Saint-Victor, attore statunitense
- 1982 - Iridia Salazar, ex taekwondoka messicana
- 1982 - Aleš Škerle, ex calciatore ceco
- 1982 - Douwe de Vries, pattinatore di velocità su ghiaccio olandese
- 1983 - Trevor Barry, altista bahamense
- 1983 - Alejandro Carmona, cestista portoricano
- 1983 - Daniele Cinciarini, cestista italiano
- 1983 - Torrance Coombs, attore canadese
- 1983 - Louis Garrel, attore, regista e sceneggiatore francese
- 1983 - Mattia Gavazzi, ex ciclista su strada italiano
- 1983 - Giovanna Iacono, politica italiana
- 1983 - Sjarhej Karnilenka, allenatore di calcio e ex calciatore bielorusso
- 1983 - Şebnem Kimyacıoğlu, ex cestista statunitense
- 1983 - Hiroaki Kuzuhara, pilota motociclistico giapponese
- 1983 - James Moga, ex calciatore sudanese
- 1983 - Emanuel Perrone, ex calciatore argentino
- 1983 - Stéphane Suédile, ex calciatore francese
- 1983 - Fiona Vroom, attrice canadese
- 1983 - Vol'ha Zjuz'kova, cestista bielorussa
- 1984 - Filippo Maria Battaglia, giornalista e saggista italiano
- 1984 - Gilles Cioni, ex calciatore francese
- 1984 - Siobhán Donaghy, cantante britannica
- 1984 - Cielo Latini, scrittrice argentina
- 1984 - Amara, cantautrice italiana
- 1984 - Jurij Prilukov, ex nuotatore russo
- 1984 - Mathias Ranégie, ex calciatore svedese
- 1984 - Matías Sandes, cestista argentino
- 1984 - Zuzana Smatanová, cantante slovacca
- 1984 - Rocky Trice, ex cestista statunitense
- 1984 - Saul Weigopwa, velocista nigeriano
- 1985 - Omer Bhatti, rapper e ballerino norvegese
- 1985 - Gundars Celitāns, ex pallavolista lettone
- 1985 - Marvin Compper, allenatore di calcio e ex calciatore tedesco
- 1985 - Zoe Gillings, ex snowboarder britannica
- 1985 - Stefhon Hannah, ex cestista statunitense
- 1985 - Juuso Hietanen, hockeista su ghiaccio finlandese
- 1985 - Mouhcine Iajour, calciatore marocchino
- 1985 - Andy Soucek, pilota automobilistico austriaco
- 1985 - Amour Patrick Tignyemb, calciatore camerunese
- 1985 - Storm Uru, canottiere neozelandese
- 1985 - Zhu Guo, taekwondoka cinese
- 1986 - Martin Abena, ex calciatore camerunese
- 1986 - Sara Battaglia, karateka italiana
- 1986 - Maciu Samaidrawa Dunadamu, calciatore figiano
- 1986 - Chadi Hammami, calciatore tunisino
- 1986 - Haley Hudson, attrice e cantante statunitense
- 1986 - Marko Hübenbecker, bobbista tedesco
- 1986 - John Jerry, giocatore di football americano statunitense
- 1986 - Carlos David Moreno, calciatore spagnolo
- 1986 - Dan Pîslă, calciatore moldavo
- 1986 - Namrata Shrestha, modella e attrice nepalese
- 1987 - Malin Aasa, cestista svedese
- 1987 - Johan Blomberg, ex calciatore svedese
- 1987 - Andrew Cogliano, hockeista su ghiaccio canadese
- 1987 - Mohamed Diamé, calciatore francese
- 1987 - Viera Ellong, calciatore camerunese
- 1987 - Tyler Johnston, attore canadese
- 1987 - Martin Reimer, ex ciclista su strada tedesco
- 1987 - Ana Romero, ex calciatrice spagnola
- 1987 - Cameron Russell, supermodella statunitense
- 1987 - Damian Slater, wrestler australiano
- 1987 - Jared Veldheer, giocatore di football americano statunitense
- 1988 - Anthony Ampaipitakwong, ex calciatore statunitense
- 1988 - Paulo Luiz Beraldo Santos, calciatore brasiliano
- 1988 - Richie Dorman, ex calciatore gallese
- 1988 - Victoire Du Bois, attrice francese
- 1988 - Gadeia, giocatore di calcio a 5 brasiliano
- 1988 - Kara Killmer, attrice statunitense
- 1988 - Martín Landajo, rugbista a 15 argentino
- 1988 - Kevin McHale, attore, cantante e ballerino statunitense
- 1988 - Livio Nabab, ex calciatore francese
- 1988 - Muhammad Nashnoush, calciatore libico
- 1988 - Dayo Okeniyi, attore nigeriano
- 1988 - Alberto Pellegrini, schermidore italiano
- 1988 - Dagoberto Peña, cestista dominicano
- 1988 - Agathe Rousselle, attrice francese
- 1988 - Serhij Rudyka, ex calciatore ucraino
- 1988 - Lucca Staiger, ex cestista tedesco
- 1988 - Joshua Tuasulia, calciatore salomonese
- 1988 - Kévin Vinetot, calciatore francese
- 1988 - Anatolij Vlasičev, ex calciatore kirghiso
- 1989 - Robin Backhaus, nuotatore tedesco
- 1989 - Karin Hackl, ex sciatrice alpina e sciatrice freestyle austriaca
- 1989 - Guðmundur Steinn Hafsteinsson, ex calciatore islandese
- 1989 - Lucy Hale, attrice e cantante statunitense
- 1989 - Jay Harbaugh, allenatore di football americano statunitense
- 1989 - Cory Higgins, cestista statunitense
- 1989 - Aleksandra Ivanovskaja, modella russa
- 1989 - Madison Ivy, attrice pornografica statunitense
- 1989 - Jerrel Jernigan, giocatore di football americano statunitense
- 1989 - Kōhei Katō, calciatore giapponese
- 1989 - Muthana Khalid, calciatore iracheno
- 1989 - John Millman, ex tennista australiano
- 1989 - Junpei Mizobata, attore giapponese
- 1989 - Glenn O'Shea, ex pistard e ciclista su strada australiano
- 1989 - Elizbar Odikadze, lottatore georgiano
- 1989 - Monica Olivia Rodriguez Saavedra, atleta paralimpica messicana
- 1989 - Joao Rojas, calciatore ecuadoriano
- 1989 - Igor Tratnik, cestista sloveno
- 1989 - Mauricio Viana, ex calciatore brasiliano
- 1989 - Wei Meng, tiratrice a volo cinese
- 1989 - Christian da Silva Fiel, calciatore brasiliano
- 1989 - Philipe Fidélis dos Santos, ex calciatore brasiliano
- 1989 - Aleksandr Šilkin, bobbista russo
- 1990 - Jeinkler Aguirre, tuffatore cubano
- 1990 - Ba Dexin, giocatore di curling cinese
- 1990 - Bian Yuqian, pallavolista cinese
- 1990 - Karoline Bjerkeli Grøvdal, mezzofondista e siepista norvegese
- 1990 - Tomislav Bosec, ex calciatore croato
- 1990 - Lucas Bögl, fondista tedesco
- 1990 - Il'vir Chuzin, bobbista russo
- 1990 - Jared Jeffrey, ex calciatore statunitense
- 1990 - Giōrgos Katsikas, calciatore greco
- 1990 - Fëdor Ključnikov, cestista russo
- 1990 - Andrea Liverani, tiratore a segno italiano
- 1990 - Stephen McLaughlin, calciatore irlandese
- 1990 - Javier Ortega Desio, rugbista a 15 argentino
- 1990 - Alessia Reato, conduttrice televisiva, showgirl e ex modella italiana
- 1990 - Federica Sbrenna, attrice e conduttrice radiofonica italiana
- 1990 - Oliver Sim, polistrumentista e compositore inglese
- 1990 - Christian Thompson, giocatore di football americano statunitense
- 1990 - Benedikt Wagner, schermidore tedesco
- 1991 - Nazir Abdullaev, lottatore russo
- 1991 - Erick Barrondo, marciatore guatemalteco
- 1991 - André Carrillo, calciatore peruviano
- 1991 - Dalila Domizi, ex cestista italiana
- 1991 - Amr el-Gendi, cestista egiziano
- 1991 - Laura Gotti, maratoneta e ultramaratoneta italiana
- 1991 - Filip Kurto, calciatore polacco
- 1991 - Faton Maloku, calciatore kosovaro
- 1991 - Kōstas Manōlas, calciatore greco
- 1991 - Alassane N'Diaye, calciatore francese
- 1991 - Dieumerci Ndongala, calciatore congolese (Repubblica Democratica del Congo)
- 1991 - Fethi Nourine, judoka algerino
- 1991 - Al'ona Al'ona, cantante e rapper ucraina
- 1991 - Dobriana Rabadžieva, pallavolista bulgara
- 1991 - Sardor Rashidov, calciatore uzbeko
- 1991 - Anne-Marie Rindom, velista danese
- 1991 - Diandra Tchatchouang, ex cestista francese
- 1992 - T.J. Bray, ex cestista statunitense
- 1992 - Princess Nokia, rapper e cantautrice statunitense
- 1992 - Ben Halloran, calciatore australiano
- 1992 - Marcin Krukowski, giavellottista polacco
- 1992 - John Stefan Medina, calciatore colombiano
- 1992 - Jana Nescjarava, tuffatrice bielorussa
- 1992 - Daryl Sabara, attore statunitense
- 1992 - Evan Sabara, attore statunitense
- 1993 - Raphael Andergassen, hockeista su ghiaccio italiano
- 1993 - Frank Clark, giocatore di football americano statunitense
- 1993 - Daphné Corboz, calciatrice statunitense
- 1993 - Angelo Esposito, rugbista a 15 italiano
- 1993 - Toni Finsterbusch, pilota motociclistico tedesco
- 1993 - Philip Jalalpoor, cestista tedesco
- 1993 - George Kambosos Jr., pugile australiano
- 1993 - Gunna, rapper statunitense
- 1993 - Ryan McCartan, attore e cantante statunitense
- 1993 - Callum McGregor, calciatore scozzese
- 1993 - Filip Rogić, calciatore svedese
- 1993 - Trai Turner, giocatore di football americano statunitense
- 1993 - Thomas Ulimwengu, calciatore tanzaniano
- 1993 - Sammy Watkins, giocatore di football americano statunitense
- 1994 - Shafik Batambuze, calciatore ugandese
- 1994 - Vernon Butler, giocatore di football americano statunitense
- 1994 - Andrew Chrabascz, allenatore di pallacanestro e ex cestista statunitense
- 1994 - Federico Di Francesco, calciatore italiano
- 1994 - Sean Draper, ex giocatore di football americano statunitense
- 1994 - Krisztián Géresi, calciatore ungherese
- 1994 - Romain Habran, calciatore francese
- 1994 - Adam Henley, calciatore gallese
- 1994 - Tanoh Kpassagnon, giocatore di football americano statunitense
- 1994 - Andrej Krasnov, fondista russo
- 1994 - Lauren LaVera, attrice statunitense
- 1994 - Moon Tae-il, cantante sudcoreano
- 1994 - Mothobi Mvala, calciatore sudafricano
- 1994 - Pauleta, giocatore di calcio a 5 portoghese
- 1994 - Deryk Ramos, cestista brasiliano
- 1994 - Ali Sowe, calciatore gambiano
- 1994 - Alimkhan Syzdykov, lottatore kazako
- 1994 - Nick Townsend, calciatore antiguo-barbudano
- 1994 - Mašan Vrbica, cestista montenegrino
- 1994 - Masaru Yamada, schermidore giapponese
- 1995 - Aldo Arellano, calciatore messicano
- 1995 - Elvin Bədəlov, calciatore azero
- 1995 - Óscar Gil Osés, calciatore spagnolo
- 1995 - Gonçalo Gregório, calciatore portoghese
- 1995 - Daeshon Hall, giocatore di football americano statunitense
- 1995 - Pavel Marin, calciatore estone
- 1995 - Gabriele Matanisiga, calciatore figiano
- 1995 - Ashley Nathaniel-George, calciatore antiguo-barbudano
- 1995 - Jaylon Smith, giocatore di football americano statunitense
- 1995 - Laquon Treadwell, giocatore di football americano statunitense
- 1995 - Kendell Williams, multiplista e ostacolista statunitense
- 1995 - Muhammed Yıldız, taekwondoka turco
- 1996 - Luisa Matilde Maria Bertani, sciatrice alpina italiana
- 1996 - Ion Dragan, calciatore moldavo
- 1996 - Agustina García, cestista argentina
- 1996 - Katharina Hennig, fondista tedesca
- 1996 - Iōannīs Kousoulos, calciatore cipriota
- 1996 - Gaizka Maiza, cestista spagnolo
- 1996 - Ryan Manning, calciatore irlandese
- 1996 - Giulia Pierucci, judoka italiana
- 1996 - Kayla Principato, pallavolista statunitense
- 1996 - Maverick Rowan, cestista statunitense
- 1996 - Marcos Calazans, calciatore brasiliano
- 1996 - Udanta Singh, calciatore indiano
- 1996 - Gabe Vincent, cestista nigeriano
- 1997 - Delara, cantante norvegese
- 1997 - Fujii Kaze, cantautore giapponese
- 1997 - Freddie Gillespie, cestista statunitense
- 1997 - Fabio Gstrein, sciatore alpino austriaco
- 1997 - Vahagn Hayrapetyan, calciatore armeno
- 1997 - Mykyta Kravčenko, calciatore ucraino
- 1997 - Ashique Kuruniyan, calciatore indiano
- 1997 - Andrea La Torre, cestista italiano
- 1997 - Justin Patton, cestista statunitense
- 1997 - Roby Rogiers, cestista belga
- 1998 - Alina Boz, attrice turca
- 1998 - Jovane Cabral, calciatore capoverdiano
- 1998 - Rico Dowdle, giocatore di football americano statunitense
- 1998 - Amani Hooker, giocatore di football americano statunitense
- 1998 - Svante Ingelsson, calciatore svedese
- 1998 - Fabian Kunze, calciatore tedesco
- 1998 - Yerko Leiva, calciatore cileno
- 1998 - Abdul Rahman Oues, calciatore greco
- 1998 - Brianne Tju, attrice statunitense
- 1998 - Bálint Tömösvári, calciatore ungherese
- 1999 - Gustavo Apis, calciatore brasiliano
- 1999 - Raul Bargelli, pallamanista italiano
- 1999 - Leaky Black, cestista statunitense
- 1999 - Branden Carlson, cestista statunitense
- 1999 - Kim Min-seok, pattinatore di velocità su ghiaccio sudcoreano
- 1999 - Racey McMath, giocatore di football americano statunitense
- 1999 - Žan Medved, calciatore sloveno
- 1999 - Paul Reed, cestista statunitense
- 1999 - Cesar Ruiz, giocatore di football americano statunitense
- 1999 - Victor Sterpu, judoka moldavo
- 1999 - Attila Tassi, pilota automobilistico ungherese
- 1999 - Sam Thomas, cestista statunitense
- 1999 - Mei Yamaguchi, tennista giapponese
- 2000 - Isaac Atanga, calciatore ghanese
- 2000 - R.J. Barrett, cestista canadese
- 2000 - Nils Brun, ciclista su strada e mountain biker svizzero
- 2000 - Tony 2Milli, rapper e produttore discografico italiano
- 2000 - Thomas Buitink, calciatore olandese
- 2000 - Naomi Girma, calciatrice statunitense
- 2000 - Christoph Klarer, calciatore austriaco
- 2000 - Godson Kyeremeh, calciatore francese
- 2000 - Haik Martirosyan, scacchista armeno
- 2000 - Asa Miller, sciatore alpino filippino
- 2000 - Oliver Strunz, calciatore austriaco
- 2000 - Walter Tandazo, calciatore peruviano
- 2000 - Harrison Wood, ciclista su strada britannico

## XXI secolo(30)
- 2001 - Jaheim Bell, giocatore di football americano statunitense
- 2001 - Alin Fică, calciatore rumeno
- 2001 - Spencer Jones, cestista statunitense
- 2001 - Sophia Kirkby, slittinista statunitense
- 2001 - Mario Nakić, cestista serbo
- 2001 - Johnson Nsumoh, calciatore nigeriano
- 2001 - Tyler Nubin, giocatore di football americano statunitense
- 2001 - Ronald Pereira Martins, calciatore brasiliano
- 2001 - Jack Rudoni, calciatore inglese
- 2001 - Trenton Simpson, giocatore di football americano statunitense
- 2002 - Kirill Kravcov, calciatore russo
- 2002 - Stanislav Rabotov, calciatore bulgaro
- 2002 - Ben Sinnott, giocatore di football americano statunitense
- 2002 - Ayra Starr, cantante nigeriana
- 2002 - Vicente Taborda, calciatore argentino
- 2003 - Cheickna Doumbia, calciatore maliano
- 2003 - Jenna Forrester, nuotatrice australiana
- 2003 - Eteri Kakutia, nuotatrice artistica kazaka
- 2003 - Lucas Rodríguez, calciatore uruguaiano
- 2003 - Nicolás Wunsch, calciatore uruguaiano
- 2004 - David Martínez, calciatore argentino
- 2005 - Lucas Giovannetti, cestista argentino
- 2005 - Marco Ribeiro, calciatore portoghese
- 2005 - Rareș Pop, calciatore rumeno
- 2005 - Nicko Sensoli, calciatore sammarinese
- 2005 - Alva Thors, combinatista nordica finlandese
- 2005 - Tamara Smart, attrice inglese
- 2005 - Zhang Wanyi, nuotatrice artistica cinese
- 2006 - Viktor Druzin, nuotatore artistico kazako
- 2007 - Bryce James, cestista statunitense